# 基特伯夫
基特伯夫（法語：Quittebeuf，法語發音：[kitbœf]）是法国厄尔省的一个市镇，属于埃夫勒区。

## 地理
基特伯夫（49°6'26"N, 1°0'36"E）面积13.45 平方千米，位于法国诺曼底大区厄尔省，该省份为法国北部内陆省份，北起滨海塞纳省，西接奧恩省和卡爾瓦多斯省，南至厄尔-卢瓦省，东临瓦兹省、瓦兹河谷省和伊夫林省。
与基特伯夫接壤的市镇（或旧市镇、城区）包括：巴克皮、贝朗日维尔-拉康帕涅、贝尔尼安维尔、埃科维尔、弗格罗勒、格拉沃龙-塞梅维尔、圣奥班代克罗斯维尔。

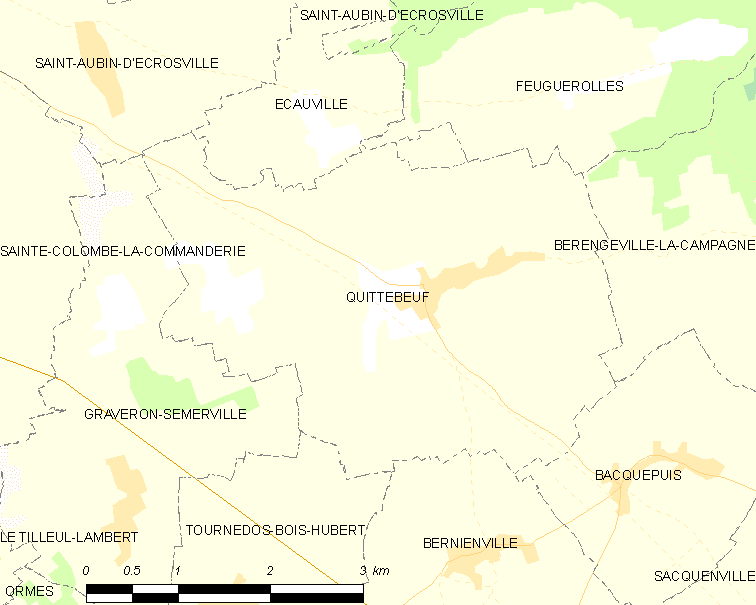
基特伯夫的OSM定位图

基特伯夫的时区为UTC+01:00、UTC+02:00（夏令时）。

## 行政
基特伯夫的邮政编码为27110，INSEE市镇编码为27486。

## 政治
基特伯夫所属的省级选区为勒讷堡县。

## 人口

1962-2008年间基特伯夫人口变化图示

基特伯夫于2022年1月1日时的人口数量为654人。